# Laicyzacja
Laicyzacja – proces polegający na zeświecczeniu instytucji i różnych przejawów życia społecznego, politycznego i kulturalnego oraz na uniezależnieniu ich od wpływów religii i kleru, często utożsamiana z wolnomyślicielstwem i ateizacją.
W najszerszym zakresie pojęcie oznacza procesy zmierzające do ukształtowania człowieka o osobowości postępowej, sceptycznej i samodzielnej intelektualnie z racjonalistyczną postawą umysłową. Laicyzacja dotyczy też procesów przeciwnych sakralizacji zjawisk przyrody, faktów i instytucji społecznych.
W polityce laicyzacja to świadome (programowe) działania władz, zmierzające do wyeliminowania wpływu religii na życie polityczne i społeczne za pomocą aktów prawnych. Na mocy aktów prawnych przeprowadzono m.in. konfiskatę dóbr kościelnych, sekularyzację szkolnictwa, rozwiązanie konkordatu, odebranie przywilejów związkom wyznaniowym itp.
Najbardziej typowym przykładem laicyzacji jest decyzja o oddzieleniu Kościoła i państwa we Francji w roku 1905. Zazwyczaj programowo do laicyzacji społeczeństwa dążą partie lewicowe, w przeszłości zaś program laicyzacji prowadzono też np. w ZSRR. Ze względu na wpływy kultury zachodu dochodzi dzisiaj do laicyzacji życia nawet w krajach muzułmańskich, szczególnie w Maroku i Tunezji.
W sensie socjologicznym laicyzacja przejawia się słabnięciem więzi religijnych wśród wyznawców, a zwłaszcza spadkiem uczestnictwa w praktykach religijnych, zanikiem myślenia kategoriami religijnymi, itp.
W sensie psychologicznym laicyzacja przejawia się przez zmiany w postawach światopoglądowych, tj. odchodzenie od wiary w kierunku agnostycyzmu, ateizmu, deizmu lub indyferentyzmu religijnego.
Laicyzacja sztuki jest to pokazanie świeckiej sceny np. w malarstwie lub rzeźbie. Przedstawienie niezwiązane z wierzeniami czy z sacrum. Spotykana w okresie hellenistycznym.